# Walter Siegfried Flatau

Flatau im Jahr 1891

Walter Siegfried Flatau (* 10. September 1865 in Peisern; † 2. März 1926 in München) war ein deutscher Gynäkologe.

## Leben
Flatau wuchs in Posen auf und verließ das dortige Marien-Gymnasium Ostern 1885 mit dem Abitur. Dann studierte er 1885 Medizin in Freiburg, 1886 München und dann in Würzburg, wo er sein Studium 1889 mit der Promotion zum Dr. med. abschloss.
In der Münchner Zeit wurde er Mitglied des Corps Ratisbonia. An der Universitätsfrauenklinik in München war Franz von Winckel sein Lehrer und im Allgemeinen Krankenhaus Josef Albert Amann. 1891 ließ er sich als Facharzt für Frauenkrankheiten in Nürnberg nieder. 1892 richtete er dort eine private Frauenklinik ein und gab als Ausgleich dazu ab 1898 kostenlose Sprechstunden für Frauenkrankheiten in der Poliklinik, deren Vorstand er auch war.
Er führte den Stangerschen Apparat für vaginale Wärmetherapien in die ärztliche Praxis ein und war außerdem als Strahlentherapeut tätig.
Ärztlich engagierte er sich außerdem besonders im Kampf gegen die Tuberkulose. Im Nürnberger Stadtteil Herrnhütte ist dafür eine Straße nach ihm benannt.

## Werke
- Die Retroflexio uteri und ihre Behandlung (= Medicinische Bibliothek für praktische Ärzte 47/48). Leipzig: Neumann 1895.
- Experimentelle Beiträge zum Verhalten von Blut in der Bauchhöhle. Dissertation, Würzburg 1899.
- Die Lehre von der puerperalen Eklampsie in ihrer gegenwärtigen Gestalt. Halle (Saale): Marhold 1899.
- 100 Totalexstirpationen bei Myoma uteri ohne Todesfall. Zugleich ein Beitrag zur gynäkologischen Laparotomie. Berlin: S. Karger 1913.
- Zehn Jahre Kampf gegen die Lungentuberkulose in Nürnberg ein Umriß der Tätigkeit des Vereins zur Bekämpfung der Tuberkulose in Nürnberg e. V. vom 3. August 1906 bis 3. August 1916. Nürnberg: Verein zur Bekämpfung der Tuberkulose 1916.
- Beethoven – ein Menschentum. 1920
- Weibliche Gesundheitspflege ein Ratgeber und Wegweiser für Frauen und Mädchen. Leipzig: Kabitzsch 1922